# Nirmides
Nirmides is een geslacht van vlinders van de familie slakrupsvlinders (Limacodidae).

## Soorten
- N. basalis (Walker, 1862)
- N. cuprea (Moore, 1878)
- N. luzonensis Hering, 1931